# شارلوته سميث
شارلوته سميث (بالإنجليزية: Charlotte Smith)‏ هي لاعب كرة قاعدة أمريكية، ولدت في 1919.